# Kapriole (Schule)
Die Kapriole ist eine staatlich genehmigte Privatschule in Freiburg im Breisgau. Sie zählt zu den Demokratischen Schulen und ist Mitglied in der European Democratic Education Community (EUDEC) und im Bundesverband der Freien Alternativschulen (BFAS).

## Geschichte
Aus einer Initiative von Eltern und Pädagogen hervorgegangen, wurde die Schule 1997 zunächst als Grundschule unter dem offiziellen Namen „Freie Grundschule mit Montessoripädagogik“ genehmigt. Im ersten Jahr besuchten 15 Schüler aller Altersstufen die Kapriole. Sie wurden von drei Lehrern begleitet.
1998 zog die Schule in ihren jetzigen Bau im Konrad-Guenther-Park im Freiburger Stadtteil Waldsee.
Zum Schuljahr 2003/04 wurde die Kapriole um die Haupt- und Werkrealschule erweitert.
Im Schuljahr 2006/07 legten die ersten drei Schüler mit Erfolg ihre Hauptschulprüfung ab, ein Jahr später zwei von diesen die Mittlere Reife. Eine Schülerin verließ die Schule bisher ohne Abschluss.
Seit dem Schuljahr 2009/10 hat die Kapriole ihre geplante endgültige Größe von 150 Schülern bzw. 15 Schülern pro Jahrgang erreicht.
Da die Schule in Baracken untergebracht ist, die seit 17 Jahren als Provisorium gedacht sind, ist ein Neubau der Schule geplant. In einem Mediationsverfahren wurde ein Streit zwischen Schulträger und Arbeiterwohlfahrt (die in einem Gebäudeteil eine Beratungsstelle betreibt) sowie Anwohnern und Naturschützern beigelegt. Der Neubau wird auf dem Grundriss der alten Gebäude entstehen, so dass keine weiteren Bäume gefällt werden müssen. Die Bauarbeiten begannen Anfang August 2019 mit dem Abriss des Ostflügels. Die Kosten für das Projekt werden auf 4,3 Millionen Euro beziffert. Der zweigeschossige Neubau sollte im Dezember 2020 bezogen werden.

## Besonderheiten

### Demokratie an der Schule
Der Alltag an der Kapriole ist geprägt durch weitreichende demokratische Strukturen. So entscheidet die wöchentlich stattfindende Schulversammlung über alle Belange des Schullebens (etwa Schulregeln, Angebote oder Neueinstellungen). Jede bei der Versammlung anwesende Person – Kind oder Erwachsener – hat dabei 1 Stimme.

### Selbstbestimmtes Lernen
Jeder Schüler kann zu jeder Zeit frei entscheiden, was, wann, womit und mit wem er sich beschäftigen möchte. Er kann dafür aus einem umfangreichen Angebot an Kursen, Projekten, Workshops etc. wählen. Es steht ihm dementsprechend aber auch frei, seine Zeit mit anderen Sachen zu verbringen: Sei es Spielen, Reden, Diskutieren oder auch Nichtstun. Nach der Überzeugung der Schule findet Lernen zu jeder Zeit statt und ist nicht an bestimmte Unterrichtsformen gebunden.

### Integration/Inklusion
Seit Jahren nehmen Kinder mit so genanntem „sonderpädagogischem Förderbedarf“ an allen Bereichen des Schulalltags teil.

### Keine Noten
An der Kapriole gibt es in der Regel keine Schulnoten. Stattdessen haben die Schüler und Eltern regelmäßig Gelegenheit zu individuellen Gesprächen mit den Lehrern. Darüber hinaus berichtet eine umfangreiche „Jahresmappe“ mit vielen Bildern und einem persönlichen Brief eines Lehrers an den Schüler vom vergangenen Schuljahr.

### Klärungskomitee
Bei Streitigkeiten wird das Prinzip der Streitschlichtung angewandt. Über Sanktionen für Regelverstöße entscheidet an der Schule ein „Klärungskomitee“, das sich aus zwei Schülern und zwei Lehrern zusammensetzt. Ein wichtiges Prinzip ist, dass der Beschuldigte den Sanktionen zustimmen muss. Kommt keine Einigung zustande, kann die Angelegenheit auf der Schulversammlung besprochen werden. Deren Beschluss ist verbindlich. Auch Lehrer können beim Justizkomitee angezeigt werden.